# Palak Bengkerung
Palak Bengkerung is een bestuurslaag in het regentschap Bengkulu Selatan van de provincie Bengkulu, Indonesië. Palak Bengkerung telt 1842 inwoners (volkstelling 2010).